# Azerbeidzjanen
De Azerbeidzjanen, Azeri's of Azerbeidzjaanse Turken (Azerbeidzjaans: آذربایجانلیلار, Azərbaycanlılar, آذربایجان تركلرى, Azərbaycan türkləri) zijn een Turks volk in het gebied van de Kaukasus tot aan het Hoogland van Iran. De Azerbeidzjanen worden in twee groepen verdeeld, de Noord- en Zuid-Azerbeidzjanen. Azerbeidzjanen behoren tot de Oegoezische tak van de Turkse volkeren.

## Verspreiding
De meeste Azerbeidzjanen wonen in Iran, in een gebied bekend als Iraans Azerbeidzjan, dat bestuurlijk in de provincies Oost- en West-Azerbeidzjan, Ardebil en Zanjan is verdeeld. De schattingen hoe groot het aantal Iraanse Azerbeidzjanen is lopen uiteen van twaalf tot twintig miljoen personen.  Daarnaast wonen ruim tien miljoen in de Republiek Azerbeidzjan en grote groepen in het aangrenzende Dagestan (Rusland), Georgië en Turkije.

## Taal
Hun taal is het Azerbeidzjaans, een Turkse taal, die nauw verwant is aan het West-Oegoezisch dat gesproken wordt in de Balkan en Turkije. Aangezien Azerbeidzjan een voormalige Sovjet-republiek is, beheersen velen tevens het Russisch als tweede taal.

## Religie
De Azerbeidzjanen zijn hoofdzakelijk sjiitische moslims. Minderheden zijn soennitische moslims, christenen, en aanhangers van de bahai en het zoroastrisme.